# Fjodor Grigorjewitsch Orlow

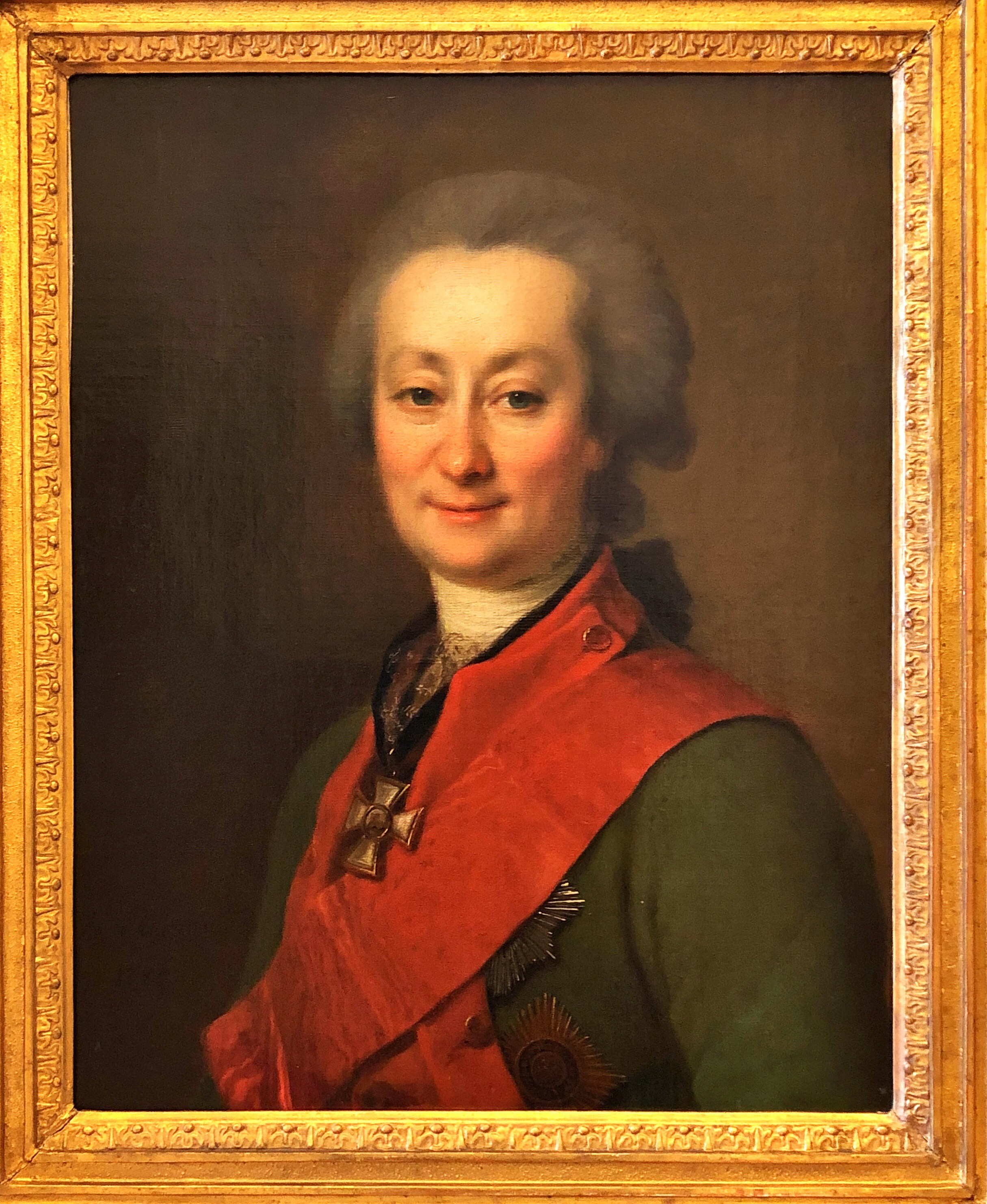
Fjodor Grigorjewitsch Orlow, dargestellt im Rang eines General en chef (Gemälde von Dmitri Grigorjewitsch Lewizki, 1785)

Graf Fjodor Grigorjewitsch Orlow (russisch Фёдор Григо́рьевич Орло́в, wiss. Transliteration Fedor Grigor'evič Orlov; * 8. Februarjul. / 19. Februar 1741greg.; † 17. Maijul. / 28. Mai 1796greg. in Moskau) war ein hoher Offizier der russischen Armee.

## Leben
Orlow entstammte der russischen Adelsfamilie Orlow. Er wurde als Sohn von Grigori Iwanowitsch Orlow (russisch Григорий Иванович Орлов) (1685–1746), des Gouverneurs von Nowgorod Weliki, und dessen Ehefrau Lukerja Iwanowna Sinowjewa (russisch Лукерья Ивановна Зиновьева) (* 1710) geboren und hatte vier ebenso berühmte Brüder: Grigori (1734–1783), Alexei (1737–1808), Iwan (1733–1791) und Wladimir (1743–1831).
Orlow diente nach Besuch der Kadettenschule im Semjonowskoje-Leibgarderegiment im Rang eines Hauptmanns. Er nahm sowohl am Siebenjährigen Krieg als auch am 6. Russischen Türkenkrieg teil. Mit seinen Brüdern war er an der Planung des Staatsstreichs gegen Kaiser Peter III. am 9. Juli 1762 beteiligt. Orlow weihte Rasumowski in die Umsturzpläne ein. Dieser wollte das Ismailowski-Leibgarderegiment der russischen Garde mobilisieren und als Präsident der Russischen Akademie der Wissenschaften in Sankt Petersburg öffentliche Erklärungen drucken. Nach dem geglückten Coup d’État wurde er im selben Jahr – zusammen mit seinen Brüdern – am 22. September in den Grafenstand erhoben. 1764 wurde er zum Ritter des Alexander-Newski-Ordens geschlagen. Ab 1767 wurde er mit anderen mit der Ausarbeitung eines neuen Gesetzbuches beauftragt. 1770 verließ er den Zivildienst und schloss sich dem Geschwader von Admiral Grigori Andrejewitsch Spiridow (russisch Григорий Андреевич Спиридов) an und wurde für seine Beteiligung an der Eroberung der Festung in der See-Schlacht von Çeşme ausgezeichnet. Er wurde zum Generalleutnant befördert und erhielt das mit Diamanten besetzte Goldene Schwert für Tapferkeit. Im Januar 1772 kehrte er nach St. Petersburg zurück. Am 22. September 1772 wurde ihm das Ritterkreuz II. Klasse des russischen St.-Georg-Ordens verliehen. Im Jahr 1775 verließ er die russische Armee im Rang eines General en chef.

## Nachkommen
Orlow war nicht verheiratet, hatte aber mit der Tochter eines Moskauer Kaufmanns, Elisabeth Michailowna Gustjatnikovaja (Popowa?) (1756–1791), und mit der Obristengattin Tatjana Fjodorowna Jaroslawowa sechs Söhne und zwei Töchter, die später legalisiert wurden und am 27. April 1796 von Kaiserin Katharina II. die Erlaubnis erhielten, den Namen der Familie Orlow ohne Grafentitel tragen zu dürfen:
- Anna Fjodorowna Orlowa (Jaroslawowa) (* 8. Februar 1741; ⚭ Alexander Michailowitsch Besobrasow): außereheliche Tochter mit der Obristengattin Tatjana Fjodorowna Jaroslawowa.
- Wladimir Fjodorowitsch Orlow (* 8. Februar 1741; † als Kind verstorben).
- Alexei Fjodorowitsch Orlow (* 8. Oktoberjul. / 19. Oktober 1786greg. in Moskau; ⚭ 1826 Olga Alexandrowna Scherebzowa (Orlowa) (1807–1880); † 9. Maijul. / 21. Mai 1861greg. in St. Petersburg): 11. Juni 1833 General der Kavallerie; 1856 Erhebung zum Prinzen; von 1856 bis 1860 Vorsitzender des Staatsrates und des Ministerrates.[2]
- Michail Fjodorowitsch Orlow (* 5. April 1788 in Moskau; ⚭ 1821 Jekaterina Nikolajewna Rajewskaja (Orlowa) (* 10. April 1797; † 22. Januar 1885); † 31. März 1842 in Moskau): außerehelicher Sohn mit der Obristengattin Tatjana Fjodorowna Jaroslawowa, der nach dem Tod des Vaters gemeinsam mit anderen Brüdern als gesetzlicher Erbe bestätigt wurde.[3] 2. April 1814: Generalmajor; Beteiligung am Dekabristen-Aufstand.
- Gregori Fjodorowitsch Orlow (1790; ⚭ nach 1825 mit der französischen Schauspielerin Virginia Ventzel (Orlova); † 1853 in Florenz): 25. Juni 1818 Oberst; Teilnehmer am Vierten Koalitionskrieg 1807 und des Russlandfeldzugs 1812; wurde mehrmals verwundet und verlor ein Bein; 11. November 1819 Entlassung zur Genesung; 6. Januar 1825 mit vollen Bezügen aus der Armee als Kriegsversehrter entlassen; Übersiedlung ins Ausland (zuerst Paris, später Florenz).
- Elisabeth Fjodorowna Orlowa (* 1791; † 1796).
- Fjodor Fjodorowitsch Orlow (* 1792; ⚭ Anna M. Naumow (Orlowa) (1799–1868); † 1835): ab 1832 Oberst im Ruhestand, später Generalleutnant.

## Auszeichnungen
- 1764: Ritter des Alexander-Newski-Ordens
- 1770: Ritter II. Klasse des St.-Georg-Ordens
- 1770: Goldenes Schwert für Tapferkeit